# هجوم العمالقة (فلم)
هجوم العمالقة (進撃の巨人 Shingeki no Kyojin) هو فيلم فانتازيا سوداء أكشن رعب ياباني قائم بشكل كبير على سلسلة المانغا من نفس الإسم من هاجيمي إيساياما. ينقسم الفيلم إلى جزئين، حيث أن الجزء الأول قد صدر في اليابان في 1 أغسطس 2015 و الثاني المسمى ب"هجوم العمالقة:نهاية العالم"(進撃の巨人 エンド オブ ザ ワールド Shingeki no Kyojin: Endo obu za Wārudo)، يتبعه مباشرة في 19 سبتمبر 2015. أخرج الفيلم شينجي هيغوتشي، وكتبه يوسوكي واتانابي وتوموهيرو ماشياما والنجوم هاروما ميورا، كيكو ميزوهارا، و كاناتا هونغو.

## الممثلون
- هاريوما ميورا / إرين ييغر [1]
- كيكو ميزوهارا / ميكاسا أكرمان [2]
- ساتورو ماتسو / شيكيشيما [3]
- كاناتا هونجو / أرمين أليرت [4]
- تاكاهيرو ميورا / جان كريشتاين [5]
- نانامي ساكورابا / ساشا براوس [6]
- ساتومي ايشيهارا / هانز [7]
- بيير تكي / سودا [8]
- جان كونيمورا / كوبال [9]
- أيامي ميساكي / هيانا [10]
- رينا تاكيدا / ليل [11]
- سهو واتانابي / فوكاشي

بعض الشخصيات التي ظهرت في المانجا الأصلية والأنمي عدلت بسبب الإعداد للفيلم  بعد أن تم تغييرها من الألمانية إلى اليابانية.

## وصلات خارجية
- مقالات تستعمل روابط فنية بلا صلة مع ويكي بيانات